# Fitra Ridwan
Fitra Ridwan Salam (sinh ngày 16 tháng 3 năm 1994, ở Banda Aceh) là một cầu thủ bóng đá người Indonesia thi đấu cho Persija Jakarta ở Liga 1 ở vị trí tiền vệ 

## Sự nghiệp

### Bhayangkara FC
Fitra Ridwan có màn ra mắt trước PS TNI, mặc dù thay cho Evan Dimas do tập luyện ở Tây Ban Nha với RCD Espanyol B 

### Persegres Gresik United
Fitra Ridwan trở lại Persegres Gresik United ở Liga 1 2017, sau khi ở năm 2015, Fitra từng gia nhập Persegres Gresik United ở Indonesia Super League 2015 

### Persija Jakarta
Vào tháng 8 năm 2017, anh gia nhập Persija Jakarta.